# Stříbrnická
Stříbrnická je hora v Podbělském hřbetu pohoří Králický Sněžník. Nadmořská výška vrcholu je 1251 m a leží na hranici Pardubického a Olomouckého kraje. Název hory je asi odvozen od blízké obce Stříbrnice. Vrchol neleží na hranici s Polskem, je o několik set metrů jižněji, do Polska patří jen severní svahy hory.

## Hydrologie
Ze západních svahů hory odtéká voda do přítoků Moravy (bezejmenných), z východních svahů odtéká do přítoků řeky Krupé, např. Stříbrnický potok a další bezejmenné. Řeka Krupá se dále vlévá u Hanušovic do Moravy. Severní (polské) svahy patří do úmoří Baltu, vody odtékají hlavně přítoky potoky Kamienica.

## Vegetace
Vrcholové partie hory (asi nad 1100 m) jsou porostlé převážně horskými třtinovými smrčinami, které jsou místy více, místy méně poškozené imisemi. V okolí hory, na polské straně i v sedle k Černé kupě jsou i nelesní vrchoviště a kolem nich rašelinné smrčiny. V nižších polohách jsou potenciální přirozenou vegetací horské acidofilní bučiny, jednalo by se o smíšené lesy s dominancí buku lesního, smrku ztepilého a jedle bělokoré. V současnosti jsou ale většinou přeměněny na kulturní smrčiny. V rozsáhlých oblastech hřebenové části hory jsou dnes rozsáhlé holiny, na jejichž vzniku se podílely hlavně imise, kůrovec, vítr a nevhodné lesnické zásahy v minulosti. Holiny dnes pomalu zarůstají smrkem z přirozené obnovy i výsadeb, v poslední době je zde hojně vysázen do plastových chráničů také jeřáb ptačí.

## Stavby
Ve vrcholových partiích hory a okolí nejsou žádné významné stavby.

## Ochrana přírody
Oblast vrcholu hory je součástí NPR Králický Sněžník a EVL Králický Sněžník, ale leží už mimo Ptačí oblast Králický Sněžník.

## Obrázky

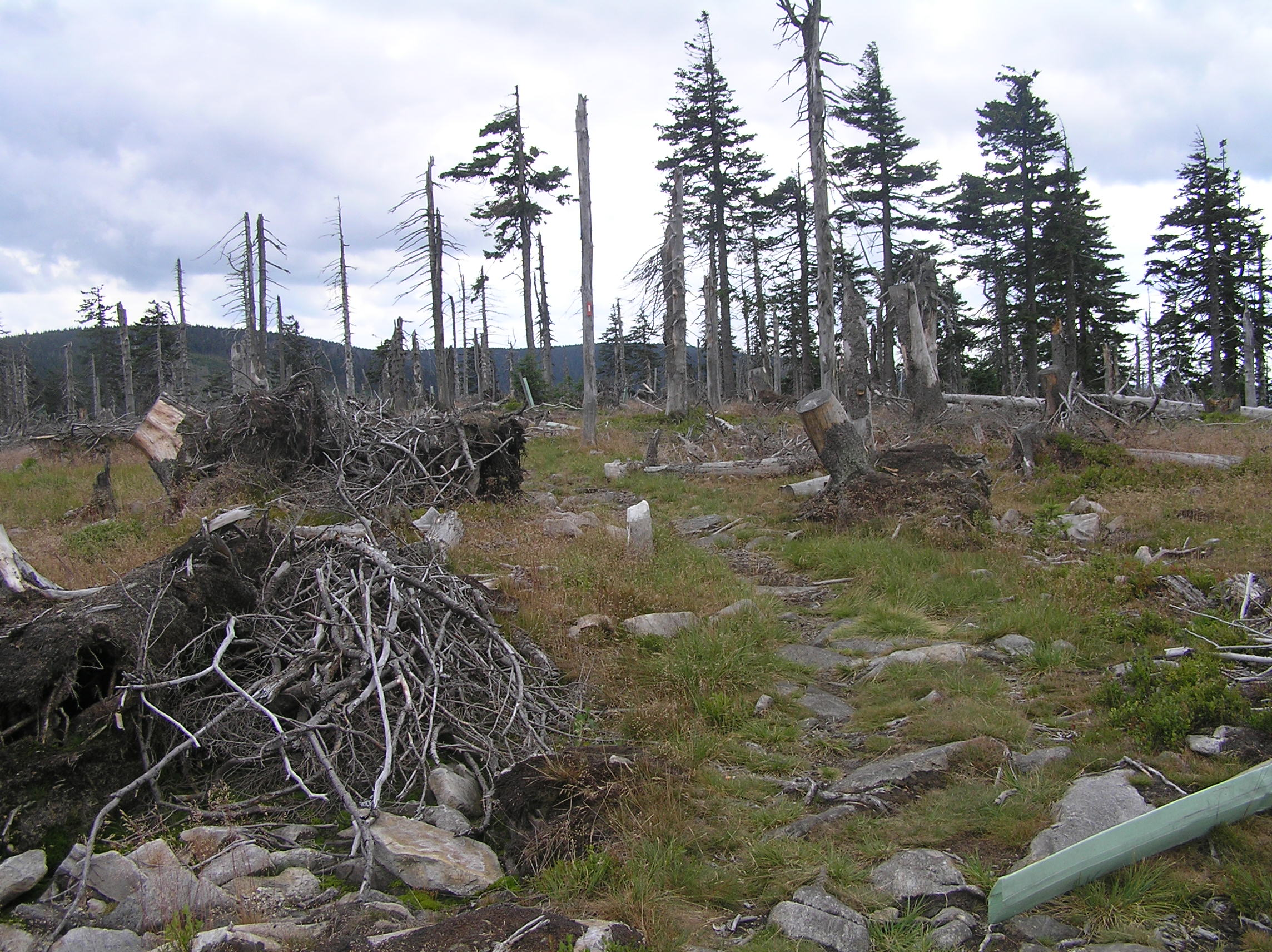
vrchol hory Stříbrnická
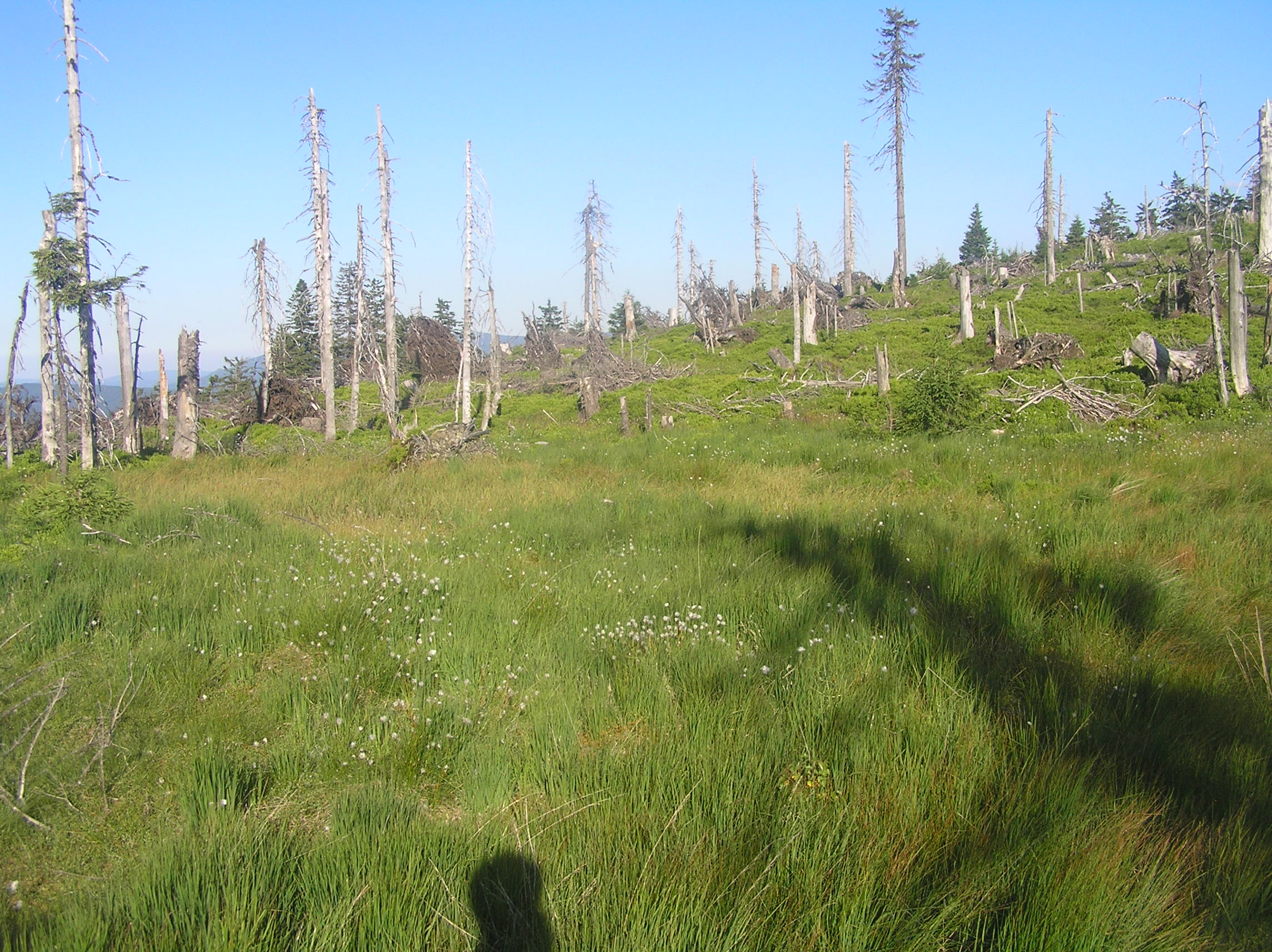
rašeliniště v sedle k Černé kupě
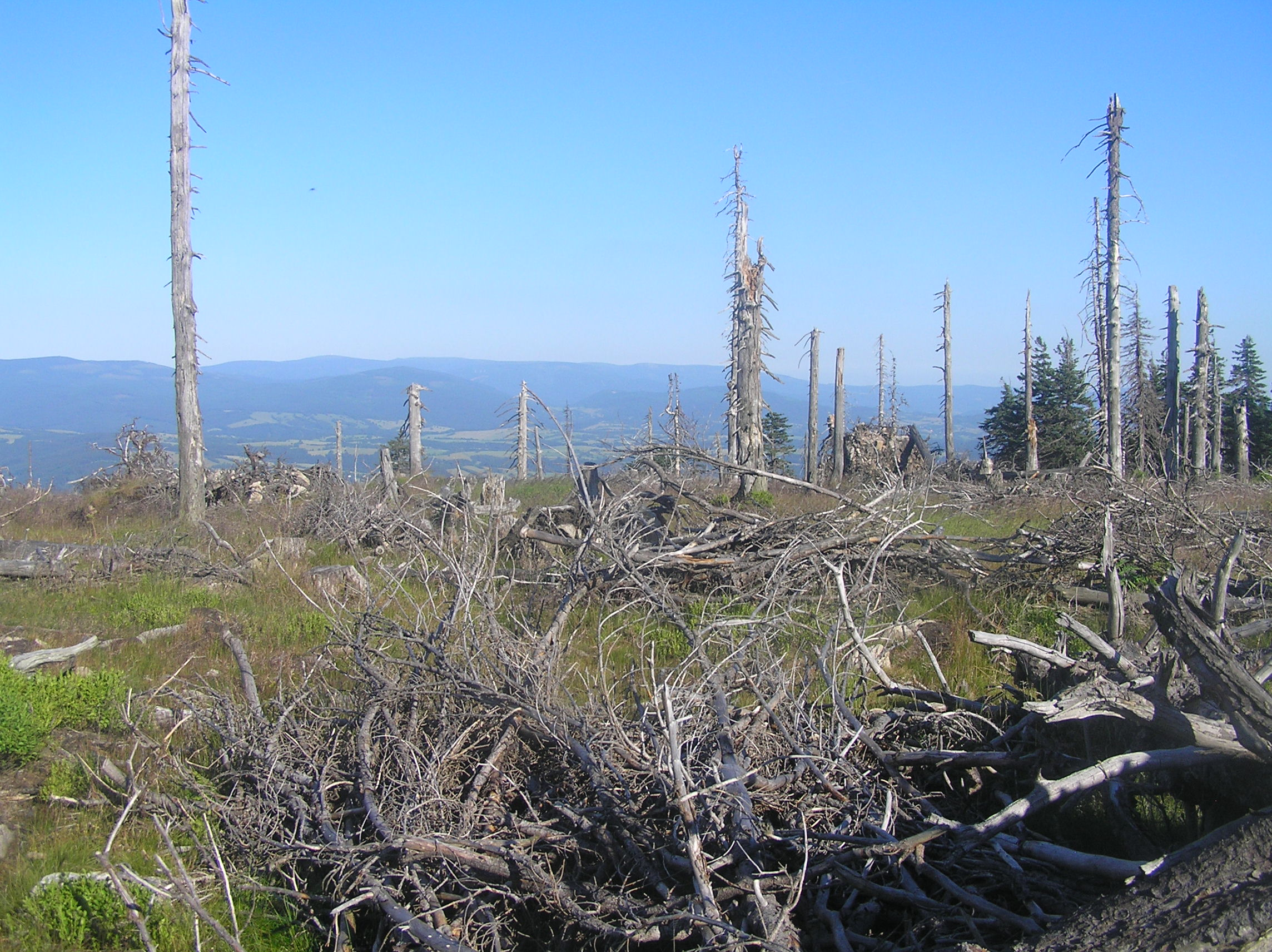
smrčiny na Stříbrnické
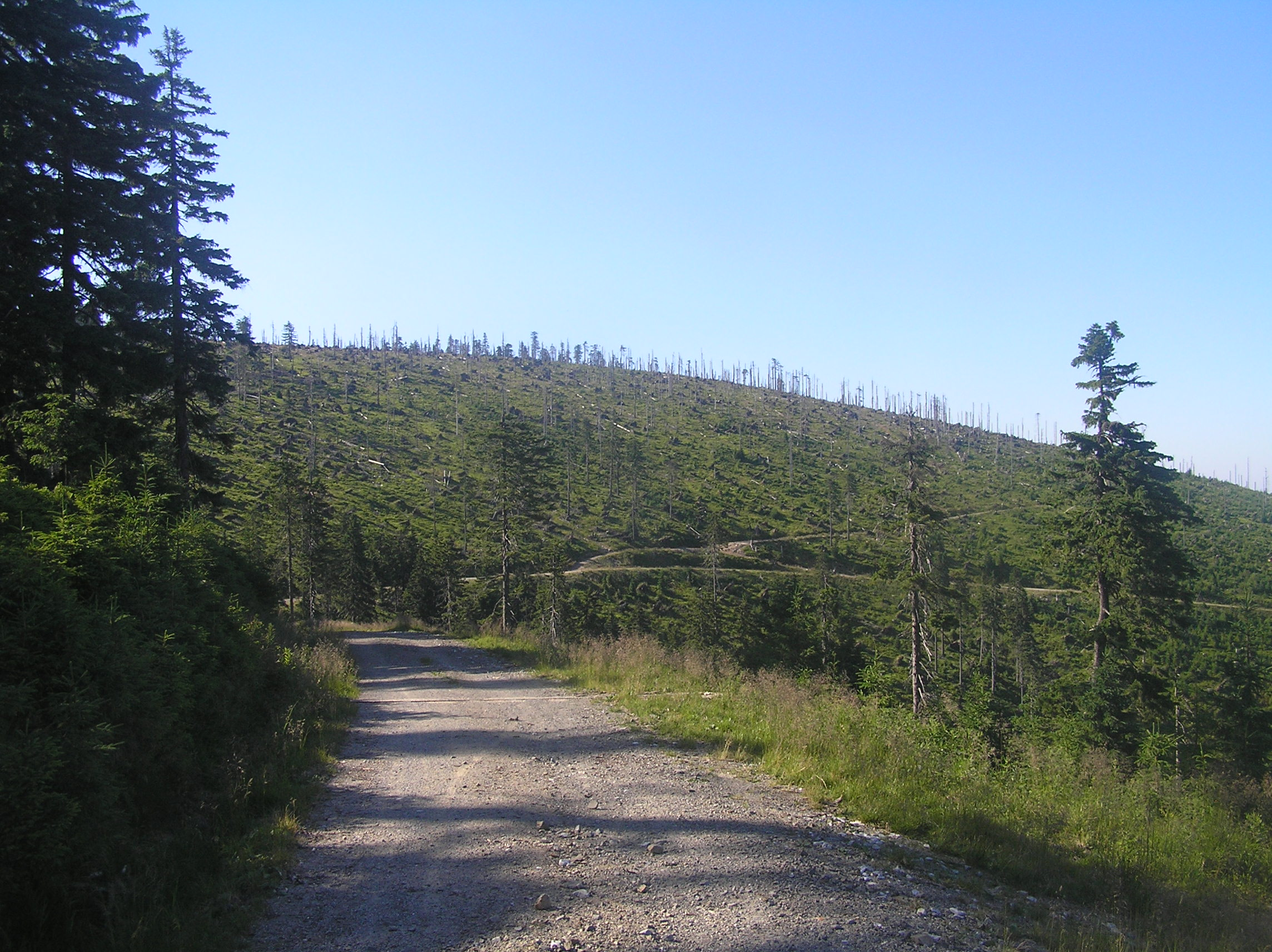
Stříbrnická z moravské strany